# David Berty

a Compétitions nationales et continentales officielles uniquement.

b Matchs officiels uniquement.
Dernière mise à jour le 30 mai 2016.
David Berty, né le 11 juin 1970 à Toulouse, est un joueur international français de rugby à XV ayant principalement joué au Stade toulousain, club avec lequel il soulève 5 fois le Bouclier de Brennus.

## Biographie
Formé à l'école de rugby de Fronton et à Saint-Jory, au nord de Toulouse, il rejoint le Stade toulousain à 17 ans.
David Berty a joué en équipe de France et évoluait au poste d'ailier. C'est un joueur solide et très rapide pour son gabarit.
Il remporte cinq titres de champion de France avec le Stade toulousain et est le meilleur marqueur d'essais du championnat de France en 1994 avec 16 essais.
Le 7 janvier 1996, il joue avec le Stade toulousain la première finale de l'histoire de la Coupe d'Europe à l'Arms Park de Cardiff face au Cardiff RFC, les toulousains s'imposent 21 à 18 après prolongation et deviennent ainsi les premiers champions d'Europe.
Ses performances physiques déclinent sans raison à partir de la fin des années 90. Dès 1997, il y a quelques signes de maladies (trouble de la vue, blessures à répétition, perte de vitesse, d'endurance, etc.) mais les médecins de son club ne décèlent rien, d'autant que cela ne dure pas très longtemps. En 1998, il se sait à nouveau malade, mais rien n'est détecté. Il continue alors à jouer mais sans retrouver sa forme et il se blesse grièvement au genou lors de sa saison avec l'US Montauban. Sa carrière professionnelle est écourtée et il rejoint Blagnac SCR en fédérale 2. À cause d'une sclérose en plaques finalement dévoilée en 2002, il arrête toute activité sportive.
Après trois ans de dépression, David Berty reprend le dessus. Depuis 2007, il entreprend d'aider les personnes atteintes de sa maladie, notamment en étant parrain de l'association SEP Ensemble.
Toujours aussi passionné, il joue avec les Toros XIII de Saint-Jory, club handisport de rugby-fauteuil dans les années 2010.

## Carrière

### Clubs successifs
- Stade toulousain
- CA Brive
- US Montauban
- Blagnac SCR

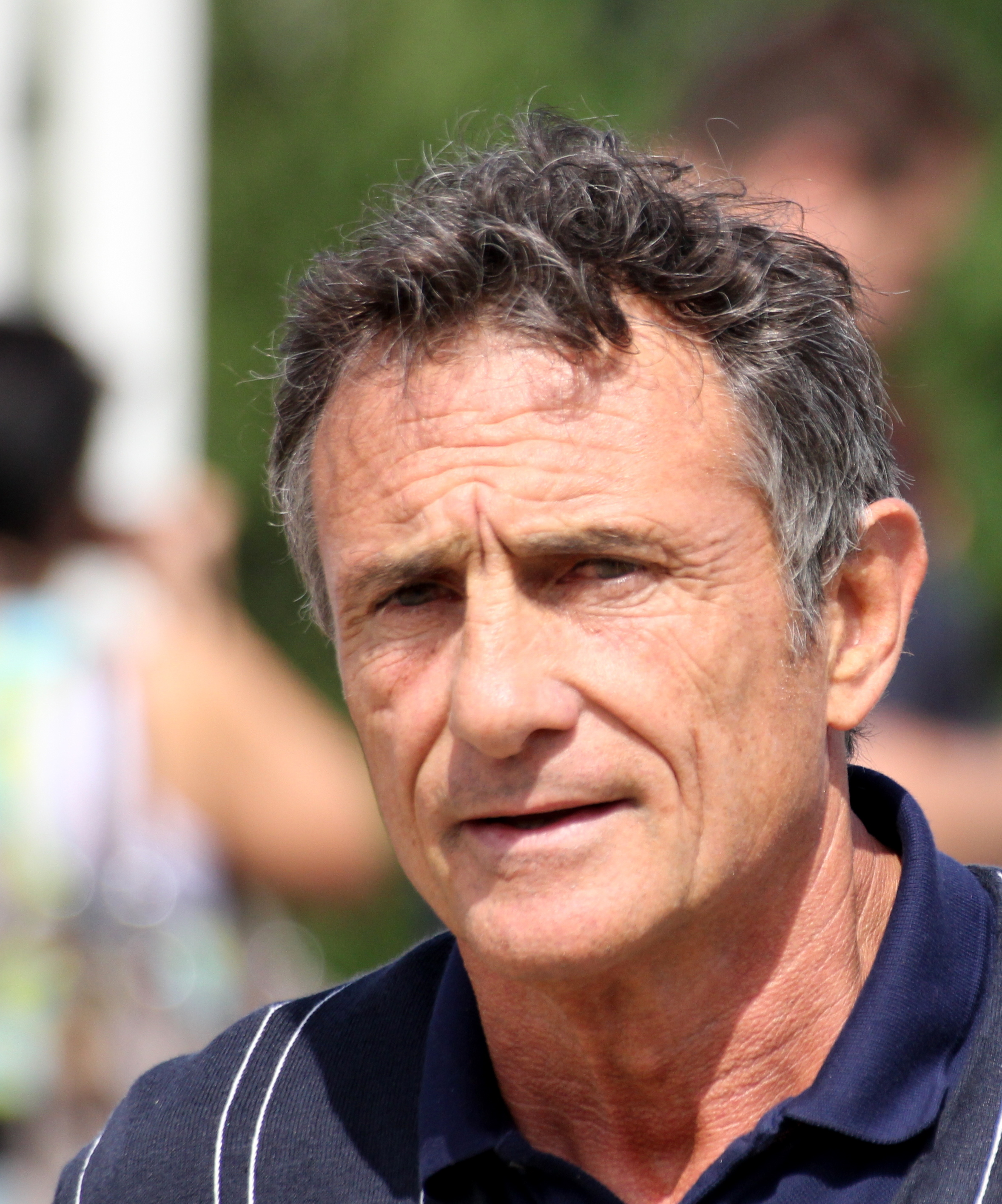
Guy Novès, ici en 2011, est l'entraîneur de David Berty de 1988 à 1990 et de 1993 à 1998.

- Toros XIII Saint-Jory Toulouse Olympique (Rugby XIII Fauteuil)[4]

Il a disputé 16 matchs en compétitions européennes, dont 13 en coupe d'Europe avec le Stade Toulousain (1995-98) et 3 en challenge européen avec Brive (1998-99).

### En équipe nationale
David Berty a disputé son premier test match en équipe de France le 10 novembre 1990 contre l'équipe de Nouvelle-Zélande, et son dernier test match contre l'équipe d'Afrique du Sud, le 30 novembre 1996.

### Avec les Barbarians
Le 27 octobre 1990, il joue avec les Barbarians français contre la Nouvelle-Zélande à Agen. Les Baa-Baas s'inclinent 13 à 23.

## Palmarès

### En club
- Coupe Frantz-Reichel :
  - Champion (2) : 1988 et 1990
- Champion de France de première division :
  - Champion (5) : 1989, 1994, 1995, 1996 et 1997
- Coupe d'Europe :
  - Vainqueur (1) : 1996
- Challenge Yves du Manoir :
  - Vainqueur (2) : 1993 et 1995

### En équipe nationale
- 6 sélections en équipe de France[1]
- Sélections par année : 1 en 1990, 1 en 1992, 1 en 1993, 1 en 1995, 2 en 1996
- Barbarians français en 1990, contre la Nouvelle-Zélande

## Publication
- Rien ne vaut la vie !, éditions Hugo et Compagnie (2012)